# Croix d'Arzens
La croix d'Arzens est une croix située à Arzens, en France.

## Localisation
La croix est située sur la commune d'Arzens, dans le département français de l'Aude.

## Historique
L'édifice est inscrit au titre des monuments historiques en 1948.